# Siam General Aviation
Siam General Aviation (Thai: นกมินิ, kurz SGA Airlines) war eine thailändische Regionalfluggesellschaft mit Sitz in Bangkok und Basis auf dem Flughafen Bangkok-Suvarnabhumi. Sie führte Flüge unter der Marke Nok Mini für Nok Air durch.

## Geschichte
Siam General Aviation Co., Ltd. wurde 2001 mit einem Stammkapital von 200 Mio. Baht gegründet. Anfang 2014 stellte die Gesellschaft den Betrieb ein.

## Flugziele
Das Unternehmen führte ausschließliche Regional- und Zubringerflüge zu kleineren Flughäfen für die thailändische Fluggesellschaft Nok Air durch trat hierfür als Nok Mini auf. Von Bangkok-Suvarnabhumi, der damaligen Heimatbasis von Nok Air, aus bediente sie Mae Sot, Phrae, Nan, Loei, Sakon Nakhon, Nakhon Phanom und Roi Et.

## Flotte
Mit Stand Oktober 2013 bestand die Flotte aus sechs Flugzeugen:
- 6 Saab 340B (betrieben als Nok Mini für Nok Air)